# Origines du judaïsme
 (novembre 2009).
Si vous disposez d'ouvrages ou d'articles de référence ou si vous connaissez des sites web de qualité traitant du thème abordé ici, merci de compléter l'article en donnant les références utiles à sa vérifiabilité et en les liant à la section « Notes et références ».
Cet article présente les origines du judaïsme, le plus ancien monothéisme encore pratiqué de nos jours.

## Historiographie du judaïsme
Avant le XXe siècle, les recherches archéologiques n'en étaient qu'à leurs débuts et l'interprétation à la lettre des textes bibliques était de règle (à de rares exceptions près comme Baruch Spinoza). Aucun document extra-biblique connu ne corroborait ou infirmait cette histoire et il était admis par tous que l'origine du judaïsme était décrite dans la Bible entièrement et de façon fiable. Cette histoire est très largement connue : selon la Bible, le judaïsme naît de l'alliance de Dieu avec Abraham. Les exégètes de la Bible estimaient cette date, jusqu'à encore la fin du XXe siècle, à 1800 av. J.-C.
Les recherches archéologiques ont fortement modifié cette vision biblique de l'histoire. Cette évolution du savoir n'a pas été facilement et rapidement acceptée, certains pans étant toujours contestés entre spécialistes. Cela sera décrit plus loin et les différentes thèses en présence seront exposées. Au début du XXIe siècle, la communauté scientifique est encore partagée quant aux réponses précises à un certain nombre de questions sur cette apparition. Certains estiment que, « à la fin du Royaume de Juda, au VIe siècle avant notre ère, plusieurs livres de la Bible ont pu exister sous une forme proche de celle que nous connaissons ». La Bible aurait ensuite été complétée durant l'exil de Babylone au VIe siècle av. J.-C.. Le pourquoi est toujours en débat.
L'un des nombreux peuples du Moyen-Orient antique, celui d'Israël, est : 
- peu nombreux par rapport aux puissants empires qui l'entourent et dont les dieux sont multiples, se combattent et s'allient au sein d'un Panthéon (Égypte antique, Hittites, empires mésopotamiens, Mèdes, Perses, successeurs d'Alexandre le Grand, Romains) ;
- relativement récent dans le paysage moyen-oriental : pas de mentions avant le XIIe siècle av. J.-C. ;
- peu étendu : à son apogée le royaume de Judée avait quelques dizaines de kilomètres de rayon ;
- très en retard sur l'alphabétisation : dans un environnement qui connaît l'écriture depuis 3 millénaires (voir Données archéologiques sur les premiers écrits en hébreu ancien), la population de Jérusalem ne sait pas encore écrire sous le règne de Salomon[4]. Elle ne sera alphabétisée qu'au VIIIe siècle. Le royaume d'Israël le sera un siècle plus tôt.

Ce peuple n'a guère laissé de témoignages matériels incontestables et sa capitale Jérusalem a été rasée par les Romains en 70.

## Chronologie actuellement admise

### Mythes concernant les dieux mésopotamiens qui ont été par la suite repris dans le Judaïsme 3000 av. J.-C.

#### Les dieux sumériensEnlil et Enki-  3000 av. J.-C.
3000 ans avant notre ère les Sumériens racontent dans l’épopée d’Atrahasis et celle de Gilgamesh (plus récente) une histoire proche du jardin d’Éden,,,, de Noé et du déluge.

#### Le dieu akkadien Ea -  2500 av. J.-C.
Vers l’an 2500 avant notre ère, les Akkadiens transformèrent le nom de Enki en Ea,. "
Les Akkadiens développent le mythe d'Adapa d’où serait issu le mythe du serpent surveillant Ève.

#### La plus ancienne forme du nom de Yahweh: Yah
Il apparaît 25 fois dans l’Ancien Testament des formes plus anciennes de Yahweh, comme Yah. Ce dieu original Yah est peut-être une autre forme du nom Ea. On ignore l'étymologie originelle de ce nom, le tétragramme hébreu יהוה (yhwh) lui-même étant interprétable de plusieurs manières (Peshat, Remez, Drash ou Sod) : son sens approximatif pourrait être « je suis ce que Tout est ».

### Ougarit -1500 à -1200

#### Date de cette découverte
En 1928, les archéologues français C. Schæffer et R. Dussaud fouillent un site connu sous le nom de Ras Shamra. Ils y découvrent une nécropole à 150 mètres de la mer Méditerranée, puis une ville et un palais royal à environ 1000 mètres de la mer. La plus grande découverte faite sur le site est une collection de tablettes gravées d'une écriture cunéiforme alors encore inconnue, qui fut déchiffrée en 1932 et appelée « écriture d’Ougarit ».

#### Importance d’Ougarit
L’histoire d’Ougarit est très longue : elle débute à la période néolithique, environ 6000 avant notre ère. Les plus anciennes preuves écrites du nom de cette ville se trouvent dans des textes, datant de 1800 av. J.-C., provenant de la ville voisine de Ebla. À cette époque, Ebla et Ougarit étaient sous l’hégémonie égyptienne. La population d'Ougarit était alors de 7635 personnes. La ville d'Ougarit a continué d’être sous domination égyptienne jusqu'à 1400 avant notre ère. Au cours de la période 1200-1180 avant notre ère, la population de la ville a fortement diminué pour ensuite disparaître mystérieusement sans doute détruite par les "Peuples de la mer", comme la plupart des civilisations de la région. Toutes les tablettes trouvées à Ougarit ont été écrites au cours de la dernière période de son existence (environ 1300-1200 avant notre ère). Les textes retrouvés ont été rédigés dans l'une des quatre langues : sumérienne, akkadienne, hourrite et ougaritique. Ces textes sont très importants pour étudier les premiers israélites et leur religion. Les analyses montrent qu’Ougarit et Israël partagent un patrimoine littéraire et linguistique commun. Notre connaissance de la religion de l'ancienne Palestine-Syrie et de Canaan a été considérablement accrue par les textes ougaritiques. C’est comme si nous avions une fenêtre ouverte sur la culture et la religion d'Israël dans sa première période.

#### Différences des textes ougaritiques par rapport à la Bible
Concernant l'origine du judaïsme, on peut considérer les textes découverts à Ougarit  plus proches de la réalité historique que les textes bibliques. Tout d'abord par leur datation, les textes d'Ougarit retrouvés datent entre 1500 et 1200 avant notre ère. Ils sont donc contemporains des temps où les peuples vénéraient Yahweh. Les textes bibliques concernant cette période ont été écrits au plus tôt lors de l’exil à Babylone entre 500 et 622 avant notre ère, soit près d’un millénaire après les évènements qu’ils décrivent. De ces textes nous n’avons gardé aucune trace. Les plus anciens écrits bibliques retrouvés qui en seraient la copie, sont ceux des manuscrits de la mer Morte vers 200 avant notre ère. Et en second lieu, les analyses des écrits bibliques montrent que ceux-ci ont été largement modifiés et expurgés au cours des siècles afin de défendre les dogmes de la religion juive naissante. Il s’agissait pour les scribes de montrer que le dieu Yahweh tout puissant s’était d’un seul coup imposé comme dieu unique aux Israélites à l’époque de Moïse en 1200 avant notre ère. et qu’ensuite un royaume dominant tout le Proche-Orient, celui de David et Salomon au Xe siècle av. J.-C. avait permis la diffusion de Yahweh et de ses légendes aux autres peuples. La réalité fut tout autre, et on n’a commencé à comprendre cette réalité qu’à la découverte d’Ougarit. Comme l’exprime l’archéologue J.-B. Humbert en 1997 : « la découverte à Ougarit d’une autre littérature cananéenne (on n’en connaissait qu’une seule : la Bible), jeta un éclairage très vif sur une religion proche de celle de l’Israël ancien. Bien des idées reçues furent bousculées. Jérusalem n’était alors qu’un gros pâté de maisons, et les temples du très puissant Yahweh n’étaient pas plus grands que des sacristies. Israël se révélait être une province reculée, sous l’influence de ses puissants voisins, et dont les habitants ne cherchaient qu’à imiter les arts, et les mœurs. »

#### Lareligion ougaritique-  1500 à 1200 av. J.-C.
Les écrits issus de la civilisation d'Ougarit sont datés de 1500 à 1200 avant notre ère. Cette civilisation, qui s'était développée sur le territoire de la Syrie actuelle, utilisait un dialecte cananéen, dont dérivera l’hébreu. Il est donc normal que le peuple d’Israël, dont la première trace historique remonte à la fin de la civilisation ougaritique vers 1200 avant notre ère, se soit fortement inspiré de cette mythologie.
Le dieu principal d'Ougarit était El. Il y avait une animosité entre ses 2 fils : Baal, le dieu du tonnerre et Yam/Yaw, le dieu des rivières et des mers. El est aussi le créateur de l’humanité qui se dit « adm » en langue ougarite. Une déesse est tour à tour femme de El et de Yam : Asherah.
Enfin, pour la première fois dans l'histoire nous lisons le terme « YW » (certains y voit une forme abrégée de Yahvé, mais il est plus probable que ce soit Yam le dieu de la mer). Dans la tablette KTU (c'est-à-dire Keilalphabetische Text aus Ugarit, 1.1 IV 14), il est écrit «sm. bny. YW. ilt.» soit « Le nom du Fils de Dieu, Yam ». Yahvé ( YHWH ) est absent de la religion ougaritique.

#### La structure de la religion ougaritique
Le polythéisme ougaritique est considéré comme un monisme de  deux structures : La divine assemblée et  la famille divine. Les deux structures sont en fait similaires à une entité unique à quatre niveaux :
- le « roi des dieux », El et son épouse Asherah ;
- les 60 « enfants divins » (dont Baal, Ashtarté, Anat, probablement Reshef, Shapshu la déesse du soleil, Yerak le dieu de la lune) considérés comme « les étoiles d'El et d'Asherah » ;
- Kothar wa-Hasis, le « majordome » de la divine famille ;
- les serviteurs de la divine famille (en hébreu : malakhim), que la Bible appelle « anges » (soit « messagers des dieux »).

#### Concordance des mythes et des langues ougarites avec ceux des premiers Israélites
L'Humanité adm en ougaritique évoque le mot hébreu adam désignant « le premier homme » mais aussi Yam, dieu ougaritique des rivières et des mers : yam en hébreu signifie « mer ». En hébreu ha-adama, « la terre », « la glaise » permet le jeu de mots étymologique du traducteur biblique par analogie au latin « homo » qui tire son origine d'« humus ». Cette étymologie populaire qui fait venir Adam d’adama ignore le mode de formation des mots en hébreu du plus court au plus long, parallèlement à l'élaboration des notions : c’est donc Adam qui donne adama et pas l’inverse. Dans le texte, la terre n'est nommée adama qu'après la formulation par Dieu du projet de faire Adam. Auparavant, elle s'appelle eretz. Dans l'expression Eretz Israël ce sens historique plutôt que mythologique a été privilégié. Plusieurs récits mythologiques ont inspiré le récit d'Adam dans la Genèse : c'est le cas de la déesse Nintu qui, dans l’épopée mésopotamienne d'Atrahasis (vers -1800, époque où vivait justement Abraham en Mésopotamie, à Ur) utilise l'argile pour la fabrication de l'humanité ou encore de la mythologie égyptienne, où le dieu-potier Khnoum façonne les hommes avec de la glaise. Toujours est-il que le nom ha adam (« l’humain ») est pris en son sens collectif dans la première partie du récit adamique. Dans la Bible du Rabbinat, il ne devient un nom propre individuel désignant le personnage d'Adam qu'en Gn 4:25. Mais Adam pourrait aussi dériver d'une autre racine sémitique : adom, « rouge » comme le sang, et faire référence à l'épopée babylonienne d'Enuma Elish dans laquelle Ea tue Kingu et, avec son sang, crée l'humanité.

### Appropriation de la religion ougaritique par les premiers Israélites: Les Yahvéistes
André Lemaire écrit « Les tablettes d'Ougarit du XIIIe siècle avant notre ère rédigées dans une langue proche du phénicien et de l'hébreu ancien, ont des échos dans les textes les plus anciens de la Bible évoquant le grand dieu El, ou le jeune dieu Baal, ou encore Yahvé siégeant dans l'assemblée divine (Psaumes 29,1;82,1;89,6-13; Job 1,6;2,1) ». Les premiers israélites semblent avoir pratiqué une variante de la religion ougarite que l’on a appelé le Yahvéisme. Son culte s’adresse à Yahvé, qui semble être à l’origine un dieu des armées (Yahvé sabaot ) et de l’orage, associé à une (aux?) montagne(s). Il n’est pas le Dieu unique car il est parfois mentionné comme membre d'une assemblée de divinités, et pourrait avoir eu une parèdre nommée Ashera ; par ailleurs, les anciens Israélites reconnaissaient que chaque peuple avait son propre dieu. Yahvé est décrit comme « jaloux » et il interdit à son peuple de servir d’autres divinités.

#### Le polythéisme des anciens Israélites -  1200 à 722 av. J.-C.
Les Hébreux restent très longtemps polythéistes. Les inscriptions de De Kuntillet h‘Ajrud et de Khirbet-el-Qôm datent les règnes d’Amasias (~802-776 av. J.-C.) de Juda et de Joas d’Israël (~803-790 avant notre ère). Ces inscriptions montrent que les israélites ont associé Yahweh avec une déesse, sa parèdre, Ashérah. Le culte de « Yahweh et son Ashérah » fut  certainement pratiqué très longtemps. Peu de traces écrites existent en Canaan en dehors de ces 2 inscriptions car ces adorations étaient interdites par la religion d'Israël. Ils n’ont néanmoins pas effacé les inscriptions extrabibliques amorrites d’Ashérah, ni les papyrus juifs de l’île d’Éléphantine en Égypte qui garde trace de l’importance de cette déesse femme de Yahweh.

#### L'hébreu - 800 avant notre ère
À ce jour, aucune trace écrite des Israélites de ces époques n'a été trouvée. Et les rares données venant de leurs voisins n'évoquent pas une religion particulière. En effet, selon Amihai Mazar, qui en a retrouvé un bel exemplaire venant des collines du nord, « le taureau est le symbole de Baal, le principal dieu cananéen, et de El, le maître des dieux dans le panthéon cananéen ». Les premières traces archéologiques du culte de YHWH apparaîtront avec l'écriture, beaucoup plus tard.

#### Premier stade de l'évolution de la religion ougarite par les premiers israélites
La structure à quatre niveaux de la divine famille et du conseil a apparemment subi un certain nombre de changements dans les premiers siècles d’existence d’Israël. Dans le premier stade, il semble que Yahvé ait été l’un des soixante-dix enfants du second niveau – enfants qui seraient, chacun, devenus dieux patrons de soixante-dix nations. Cette idée apparaît en filigrane dans les manuscrits de la mer Morte ainsi que dans le paragraphe du Deutéronome de la traduction de la Septante. Dans ce passage, El est le chef de la famille divine, et chaque membre de la famille divine reçoit une nation de son propre salut : Israël est la part de Yahwé. Le texte massorétique est bien sûr en opposition avec le polythéisme exprimé dans l’expression « en fonction du nombre de fils du divin, ». Les rédacteurs l’ont donc réécrit en fonction « du nombre des enfants d’Israël » (en gardant le nombre de soixante-dix). Le Psaume 82 présente également le dieu El en train de présider une assemblée divine dans laquelle Yahvé se lève et fait ses accusations contre les autres dieux. Ici, on voit comment le texte de la Bible essaie à la fois de parler des anciennes religions et en même temps de les dénoncer pour être conforme au dogme monothéiste.

### Différenciation progressive de la future religion juive par rapport aux religions environnantes
- Voir aussi The Early History of God (en) de Mark Smith

#### Yahvé devient le Chef des dieux que l'on doit idolâtrer en priorité: la monolâtrie
Comme tous les peuples, les yahwéistes considéraient leur dieu comme le plus important et ne pouvaient l'admettre sous la domination d’un autre El. Aussi ont-ils fusionné les deux entités en une seule Yahvé/Elohim  (qui est le pluriel d’El). donc à la fin de la période monarchique (VIe siècle av. J.-C.), il est évident que le dieu El a été identifié avec Yahvé. Il en résulte que, El Yahvé est le mari de la déesse, Ashérah. D’où les inscriptions relatant le culte de Yahvé et son Ashérah. Une telle situation fut rétrospectivement condamnée par les rédacteurs de la Bible  qui notamment critiquaient le culte d’Ashérah dans le temple de Jérusalem. En 722 avant notre ère lors de l'effondrement du royaume d’Israël et de la fuite de sa population vers le royaume de Judée, le roi Josias a considéré que cela signifiait la victoire de Yahvé sur Baal. Bien qu’il crût encore à l’existence de nombreux dieux, il ordonna alors de ne plus vénérer à Jérusalem que le seul dieu Yahvé, c’est ce que l’on appelle une monolâtrie. Cette monolâtrie n’est pas une forme isolée dans le contexte ouest sémitique de l’époque. L’épigraphie donne de nombreux indices de cultes analogues comme le culte de Kamosh chez les Moabites par exemple.

#### Le monothéisme: Yahvé est le seul dieu
Sous cette forme, la dévotion religieuse à Yahvé lui donne le rôle de roi divin régnant sur toutes les autres divinités. Cette perspective religieuse apparaît, par exemple, dans le Psaume 29:2, où « les fils de Dieu » sont appelés à adorer Yahvé, le roi divin. Le Temple, qui continue à être l’endroit où sont vénérés les divers dieux du polythéisme, devient, en plus, le palais de Yahvé qui est peuplé par les dieux sous son pouvoir. Le texte « Ezéchiel 8.10 » suggère une telle image. Cette image du pouvoir royal s’est développée du VIIIe siècle av. J.-C. au VIe siècle conduisant au monothéisme. Les autres dieux sont devenus de simples expressions de la puissance de Yahvé, et les messagers divins sont considérés un peu plus comme des divinités mineures, simple expression de la puissance de Yahvé. En d'autres termes, le chef des dieux est devenu la tête du dieu. Les autres ne sont pas d’autres dieux mais ses bras et ses jambes du même et unique dieu. Avec l’établissement des royaumes Israël et de Juda, Yahvé est devenu le dieu national et a absorbé les caractéristiques des divinités ancestrales de la région, les El, dont El Elyon, le Dieu Très-Haut, créateur du ciel et de la terre. Les concurrents : Baal venu de Tyr, dieux stellaires venus du monde assyrien… ont été éliminés ; les symboles anciens (pierres ou stèles, arbres) qui devenaient parfois objets de culte pour eux-mêmes, ont été interdits, l’individualisation des Yahwés des différents sanctuaires combattue.

#### Mise par écrit de ce conceptmonothéiste, début de l'écriture de la Bible
En 587 avant notre ère le royaume de Juda est lui-même détruit et son élite transférée à Babylone. Là, les idolâtres de Yahvé croisent les zoroastriens qui croient aussi que leur dieu Ahura Mazdâ est le seul dieu, les scribes commencent sous cette influence alors à rédiger la Bible, son dogme monothéiste, ils rajoutent, parfois quasiment mot à mot, les légendes des peuples ayant dominé la région dont tous les successeurs se retrouvent à ce moment à Babylone. Ils attribuent simplement toutes ces légendes au seul Yahvé. Enfin, ils réinventent la propre histoire de leur peuple en imaginant que celui-ci a toujours été monothéiste et que les divinités que ce peuple a adoré dans le passé ont en fait toujours été combattues par leurs ancêtres. Tout ceci forme les prémisses de l'ancien testament.

## Raisons de l'écart entre la réalité historique démontrable et les textes bibliques
On a longtemps supposé que les copistes de la Bible suivaient scrupuleusement à la lettre près ce qu’avaient écrit leurs prédécesseurs. Les premiers auraient été directement inspirés par Dieu. Or, on constate qu'en fait, ces textes sont très éloignés de la réalité, voire contradictoires entre eux. Quand et comment cette évolution des textes a eu lieu et surtout pourquoi ? Thomas Römer, professeur d'ancien testament à la faculté théologique de sciences des religions de l'université de Lausanne, professeur au collège de France, donne des hypothèses à ces questions.

### VIIIesiècle: élaboration du premier document
Ce n'est qu'à partir du VIIIe siècle que les documents écrits apparaissent de manière significative au royaume de Juda.

### VIIesiècle: première édition duDeutéronome
Dans les royaumes israélites sous domination assyrienne (à laquelle les lient des traités de vassalité) apparaît le texte du Deutéronome « Tu aimeras Yahvé, ton dieu, de tout ton cœur de tout ton être » qui reprend le traité de vassalité assyrien de 672 avant notre ère signé par le roi Josias : « Tu aimeras Assourbanipal, le grand prince héritier, comme toi-même ». Dans ce texte Yahvé, à l'image du souverain assyrien, apparaît comme un seigneur et maître divin.

## Réception de cette version historique par les autorités religieuses juives
Depuis le XIXe siècle, les découvertes archéologiques et historiques remettent en question un grand nombre d'affirmations bibliques, qui s'avèrent indémontrables. À chaque nouvelle découverte, les autorités religieuses (quelles qu'elles soient) ont le choix entre trois attitudes :  
- les intégristes (du latin ad integrum, « en entier », qui interprètent les textes bibliques comme des récits historiques à comprendre au pied de la lettre) ont généralement tendance à réfuter, dans les découvertes historiques et archéologiques et dans l'analyse archéologique, scientifique et historico-critique, tout ce qui contredit ou met en doute l'entière véracité du récit biblique (littéralisme) : ils ne concèdent rien et sont toujours convaincus de la fiabilité totale de la Bible, d’une création telle que décrite dans la Genèse et d'une histoire humaine qui commence dans le monothéisme, il y a quelque 5 700 ans, avec Adam et Ève vivant en communion avec Dieu dans le jardin d'Eden, pour se poursuivre ensuite, après leur désobéissance et leur expulsion du jardin d'Eden, par l'« histoire » humaine exactement comme elle est décrite dans la Bible, Déluge compris ;
- les mystiques, comme ils se définissent eux-mêmes, acceptent les versions des archéologues et des historiens scientifiques en soulignant que la Bible est un symbole spirituel : elle est, pour eux, « un ensemble de textes fondamentalement métahistoriques où tout l'intérêt consiste à aller à l'origine de chaque mot pour savoir comment ce mot fait sens, dans et au-delà du récit que je lis. Dans la Bible le monde se mesure en pages et en lettres »[30];
- entre les deux, les « traditionalistes ouverts », comme ils se définissent eux-mêmes, reconnaissent le côté mythique d'une bonne partie du début du récit biblique, considérant comme historique la partie plus récente de celui-ci, généralement à partir de la naissance d’Abraham à Ur.

L’absence d'une autorité suprême dans le judaïsme, à l'opposé de ce qui se passe dans le catholicisme par exemple, ne permet pas de dégager une interprétation commune, officiellement reconnue par tous.

### Exemple d'une vision traditionaliste
Le grand rabbin Michel Gugenheim est le directeur de l'école rabbinique de France depuis 1992. Il a formé des générations de rabbins en France. Quand on lui parle de ces affirmations des historiens et archéologues, il répond : 
« Ces affirmations ne nous font pas sursauter. Personnellement, je n'y prête pas grand intérêt. Chacun est libre d'imaginer ce qu'il veut. Mais le peuple juif croit depuis des générations à ce qui est écrit dans la Torah et il s'y tient. Au fond l'enjeu est le suivant. Dire que la Torah a été écrite sous Josias, qu'elle transmet de simples mythes, c'est dire que le texte ment. Cependant, aucun archéologue ne pourra jamais prouver formellement que le texte de la Torah est faux. Dans ce texte, tout se tient, il existe des calculs de dates qui le confirment. La Bible est un texte très ancien, qui donne des informations fiables sur le plan historique ».

### Exemple d'une vision mystique
Le rabbin Marc-Alain Ouaknin et professeur associé à l'université de Tel-Aviv, dans son livre Mystères de la Bible tente d'expliquer, quand, et par qui, les textes bibliques ont été écrits et transmis.
« Savoir que Moïse n'a pas écrit la Torah ne me gêne pas. Et l'existence ou la non-existence des patriarches Abraham, Isaac et Jacob me laisse indifférent. Car pour le mystique, même l'existence de Dieu n'a aucune pertinence. Même Dieu est un "peut-être", une hypothèse. Il a inventé le doute, enseigne un maître hassidique, pour que nous puissions douter de lui ».

## Conclusion
La civilisation européenne s'est construite sur des « documents fondateurs » : textes de Platon, de Descartes, la déclaration des Droits de l'Homme, et aussi la Bible. Après des siècles d'antisémitisme religieux, qui ne retenait de l'identité judaïque que son refus d'admettre le Christ comme le Messie, l'esprit des Lumières a progressivement diffusé dans la plupart des mouvances chrétiennes, qui ont fini, parfois à contrecœur, par admettre que la Bible et l'origine du Judaïsme sont une seule et même racine historique et culturelle. Les découvertes scientifiques qui se sont enchainées depuis deux siècles, et accélérées au XXIe siècle, ont progressivement placé les textes sacrés dans la sphère mystique, symbolique et spirituelle, alors que les financements de ces recherches provenaient souvent de fondations cherchant à prouver la véracité historique de ces textes. Certains nouveaux historiens israéliens[Lesquels ?] utilisent même, pour la Bible, la métaphore d'un château de cartes qui est en cours d'effondrement. Cette situation peut générer des conflits entre culturalistes pour lesquels la religion est un élément identitaire, historique et philosophique (ne nécessitant pas une matérialisation de ses préceptes) et les intégristes pour lesquels les textes expriment la volonté de Dieu lui-même et devraient donc être appliqués à la lettre dans tous les aspects de la vie quotidienne. Face au militantisme, souvent véhément et parfois physiquement violent des intégristes, les enseignants peuvent être tentés d'enseigner la légende pour éviter les agressions. Cette situation n'est pas un cas isolé. Pour les 2 autres religions du livre, chrétienté et islam, les remises en cause historiques sont presque aussi importantes, et elles ont, en France au moins, beaucoup plus d'adeptes et d'influence que la religion mosaïque dont les fidèles sont minoritaires.